# Václav Vřesovec z Vřesovic
Václav Vřesovec z Vřesovic (latinsky Wrzesovecius; 1532 – 19. července/18. června 1583) byl český rytíř, rada komorního soudu a humanista z rodu pánů z Vřesovic. 

## Život a dílo
Narodil se v roce 1532 jako syn rytíře Viléma z Vřesovic na Doubravské hoře. Jeho bratrem byl Volf z Vřesovic na Teplicích, nejvyšší zemský písař Českého království. Václavova manželka se jmenovala Alžběta a byla dcerou Valentina Schenka ze Schenku.
Václav Vřesovec tudoval ve Wittenbergu a poté se stal radou komorního soudu a komorníkem arcivévody Ferdinanda II., jenž byl v letech 1547–1567 královským místodržícím v českých zemích. Účastnil se různých poselství v záležitostech císaře Maxmiliána II. i císaře Rudolfa II. Byl horlivým luteránem a odpůrcem jednoty bratrské, kterou podezříval z kalvinismu. Se zálibou pěstoval učenou literaturu a dopisoval si s humanistickým básníkem Tomášem Mitisem. Zabýval se též alchymií a Václav Březan ho označil za předního patrona tehdejších alchymistů.
Snad roku 1579 založil Václav Vřesovec svou soukromou tiskárnu v Praze, o čemž se zmínil Prokop Lupáč z Hlaváčova. U blíže neznámého tiskaře si Vřesovec objednal tisk vlastního překladu díla s názvem Křesťanské potřebné a pobožné napomenutí o nastávajícím zřetedlném hněvu… Pána Boha. Z literární činnosti Václava Vřesovce se dále zachovaly česky psané náboženské písně a i traktáty, jež vytvořil ve spojitosti s jednáním o České konfesi. Tři roky po smrti císaře Maxmiliána II. dal Českou konfesi vytisknout (1579), což rozhněvalo císaře Rudolfa II. natolik, že ho zbavil úřadu. Poslední roky života prožil v ústraní.
Vřesovec také vlastnil na Malé Straně knihovnu, v níž shromažďoval četné texty, jejichž počet přesáhl 500, včetně spisů Tadeáše Hájka z Hájku či Bohuslava Hasištejnského z Lobkovic. Vřesovec nakonec knihovnu odkázal malostranskému radničnímu úřadu a svěřil mu i částku určenou na její udržování. Knihovna během času zanikla, byla však v roce 1784 objevena v bednách v odlehlém sklepení během rekonstrukce budovy zrušené malostranské radnice. Stala se pak součástí pražské univerzitní knihovny.
Václav Vřesovec z Vřesovic zemřel v roce 1583, denní datum však není udáváno jednotně. Zatímco Prokop Lupáč či Bartoloměj Paprocký datovali úmrtí Václava Vřesovce k 19. červenci, Daniel Adam z Veleslavína nebo Tomáš Mitis z Limuz uvádějí 18. červen. K druhému datu se též přiklání historici Josef Hejnic a Jan Martínek. Pochován byl v kostele svatého Mikuláše na Malé Straně a jeho hrob byl ozdoben epitafem od Tomáše Mitise. Děti neměl, manželka Alžběta zesnula okolo roku 1597.
V Biographisches Lexikon des Kaiserthums Oesterreich je Václav Vřesovec uveden jako Volf z Vřesovic (''Wolfgang von Wrzesowitz'')